# Visconde da Gandarinha
Visconde da Gandarinha é um título nobiliárquico criado por D. Luís I de Portugal, por Carta de 30 de Janeiro de 1879, em favor de Sebastião Pinto Leite, depois 1.° Conde de Penha Longa.
Titulares
1. Sebastião Pinto Leite, 1.º Visconde da Gandarinha e 1.° Conde de Penha Longa.